# Heinz Strehl
Heinz Strehl (Kalchreuth, 1938. július 20. – Kalchreuth, 1986. augusztus 11.) nyugatnémet válogatott német labdarúgó, csatár.

## Pályafutása

### Klubcsapatban
A TSV Gleißhammer csapatában kezdte a labdarúgást. 1958 és 1970 között a teljes pályafutását az 1. FC Nürnberg csapatánál töltötte. 1958 és 1963 között az Oberliga Süd küzdelmeiben szerepelt a csapattal és 117 mérkőzésen 81 gólt szerzett. 1963-tól az újonnan indult Bundesliga élvonalbeli küzdelmeiben vett részt 1969-ig. 174 mérkőzésen 76 gólt szerzett. Ez utóbbi a mai napig klubrekord, ő szerezte a nürnbergi csapat történetében a legtöbb Bundesliga gólt. 1969–70-ben a Regionalliga Süd-ben szerepelt az együttessel, ahol kilenc mérkőzésen két gólt szerzett. 1960–61-ben és 1967–68-ban a bajnokcsapat tagja volt. 1962-ben nyugatnémet kupát nyert a csapattal.  1960–61-ben a BEK sorozat gólkirálya lett. 1970-ben vonult vissza az aktív labdarúgástól.
48 évesen 1986. augusztus 11-én szívelégtelenség következtében hunyt el.

### A válogatottban
1962 és 1965 között négy alkalommal szerepelt a nyugatnémet válogatottban és négy gólt szerzett. Tagja volt az 1962-es chilei világbajnokságon részt vevő együttesnek.

## Sikerei, díjai
1. FC Nürnberg
- Nyugatnémet bajnokság(1963-tól Bundesliga)
  - bajnok: 1960–61, 1967–68
- Nyugatnémet kupa (DFB-Pokal)
  - győztes: 1962
- Bajnokcsapatok Európa-kupája (BEK)
  - gólkirály: 1961–62